# Opactwo Fontenay

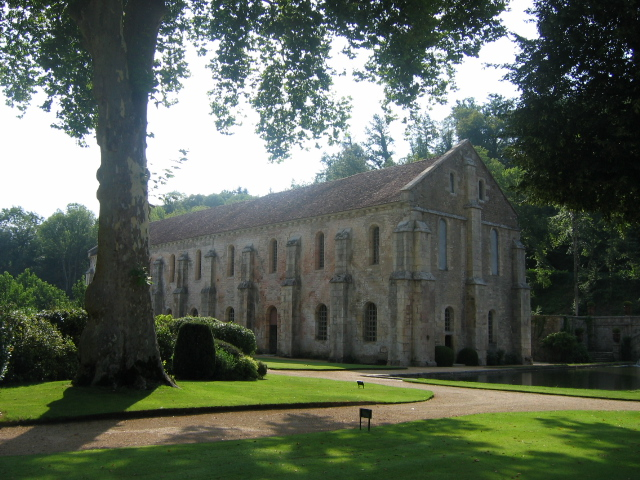
Widok na kuźnię

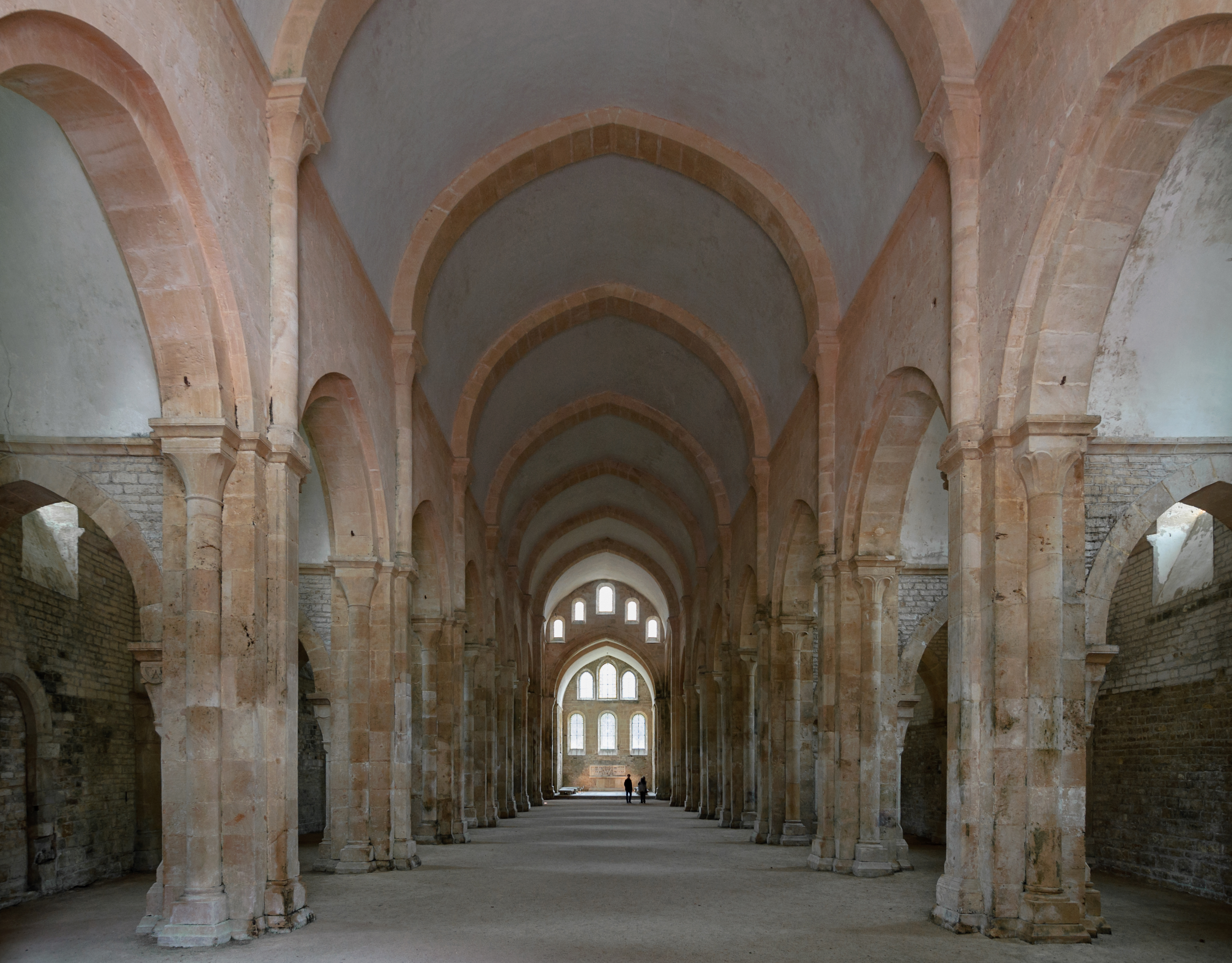
Wnętrze kościoła – widok w kierunku ołtarza

Opactwo Fontenay (fr. Abbaye de Fontenay) – cysterski klasztor położony niedaleko Montbard, w departamencie Côte-d’Or w regionie Burgundii we Francji.

## Historia
Opactwo w Fontenay zostało założone przez św. Bernarda z Clairvaux w 1118 r., parę lat po opuszczeniu przez niego opactwa w Cîteaux i założeniu opactwa Clairvaux. Pierwotna jego lokacja znajdowała się w małej bagnistej dolinie niedaleko Montbard, ale w 1130 r. mnisi osiedlili się w obecnym miejscu, nad brzegiem dwóch strumieni, 60 km na pn.-wsch. od Dijon. W 1139 r. do opactwa przybywa uciekający z Anglii przed prześladowaniem Ebrard, biskup Norwich; on z własnego majątku częściowo finansuje budowę kościoła. W 1147 r. ukończono budowę kościoła, który został poświęcony przez papieża Eugeniusza III, a w 1170 r. papież Aleksander III wydaje bullę, w której zatwierdza istnienie klasztoru i zezwala mnichom na wybór opata.
W 1259 r. król Ludwik IX Święty zwalnia opactwo Fontenay z wszelkich podatków; rozpoczyna się okres jego największego rozkwitu przypadający na XII i XIII w. Dziesięć lat później, w 1269 r. opactwo staje się klasztorem królewskim, przywilej ten potwierdzają kolejni królowie: Jan II, Karol VIII i Ludwik XII.
Podczas trwania wojny stuletniej w 1359 zostało obrabowane przez armię Edwarda III, króla Anglii; rabunki klasztoru miały także miejsce w trakcie wojen religijnych, co spowodowało podupadnięcie klasztoru.
W 1547 r. wprowadzono w życie Commende regime oznaczające, że przeor klasztoru jest nominowany przez króla, a nie wybierany przez mnichów.
W 1745 r. z nieznanych dziś przyczyn mnisi tam przebywający zdemolowali refektarz.
Z nastaniem Wielkiej Rewolucji Francuskiej życie zakonne w opactwie praktycznie przestało istnieć, by w 1790 ośmiu ostatnich mnichów opuściło klasztor (spotkać też można datę 1791 i liczbę dziewięciu mnichów). Wraz z tym wydarzeniem losy klasztoru poważnie zmieniły się. W 1791 rząd rewolucyjny sprzedał klasztor Mr. Hugot, który przekształcił go w papiernię, która działała w nim przez następne stulecie. W 1820 r. Fontenay zostało kupione przez Elie de Montgolfier, potomka jednego z braci Montgolfier, wynalazców balonu na rozgrzane powietrze, który to rozwinął produkcję papieru. W tym okresie w klasztorze (w 1838) pracował też uczony Marc Seguin, natomiast w 1852 r. klasztor został zaklasyfikowany jako miejsce o znaczeniu historycznym, jednak w 1903 r. rodzina Montgolfier dokonała rozbudowy działającej tam papierni.
Kolejna zmiana losu opactwa nastąpiła w 1906 r., kiedy to Édouard Aynard, bankier z Lyonu i zięć Montgolfierów, kupił zabudowania klasztorne i postanowił rozebrać wszystkie produkcyjne budynki w celu przywrócenia klasztorowi jego średniowiecznej chwały (spotykana jest też data 1905 i/lub wymieniani są bracia Edouard i René Aynard jako kupcy). Zmiany te trwały do 1911 r., jednak odbudowa i restauracja zabudowy klasztornej trwają do dziś. W 1960 r. dzięki staraniom Pierre’a i Huberta Aynard odbudowano dormitorium, uzupełniając w ten sposób istniejące, oryginalne budynki klasztorne, w tym: kościół, krużganki, kapitularz, ogrzewane pomieszczenie, spiżarnię  i kuźnię , wszystkie zbudowane w stylu romańskim, wraz z późniejszymi budynkami infirmerii i domem opata.
Uwieńczeniem starań podejmowanych przez rodzinę Aynard było wpisanie w 1981 opactwa Fontenay na listę światowego dziedzictwa UNESCO, nie zaprzestano jednak prac konserwatorskich i w 1995 r. ukończono renowację kaplic przyległych do kościoła, by w 1997 móc obchodzić 850. rocznicę swojego powstania.
Obecnie jest to jeden z najstarszych a równocześnie najbardziej kompletnie zachowany zespół zabudowań klasztoru cysterskiego w Europie.